# Transport for Wales Rail
Transport for Wales Rail Limited, ook wel bekend als Transport for Wales (Welsh: Trafnidiaeth Cymru and TrC Trenau) is een Welsh staatsbedrijf dat het treinverkeer er sinds 7 februari 2021 beheert. Het is een operator of last resort.

## Geschiedenis
Van 2018 tot 2021 verzorgde KeolisAmey Wales het treinverkeer in Wales. Vanwege teruglopende passagiersaantallen en een tegenvallende financiële situatie van het bedrijf, werd besloten dat per 7 februari 2021 de Welshe staat het treinverkeer zou gaan verzorgen.
Op 24 januari 2022 introduceerde Transport for Wales Rail de mogelijkheid om treinkaartjes te kopen in gemakswinkels. Dit maakte het mogelijk voor reizigers om hun ticket voorafgaand aan de reis met contant geld te betalen.